# Ners
Ners ist eine französische Gemeinde mit 791 Einwohnern (Stand 1. Januar 2022) im Département Gard in der Region Okzitanien. Sie gehört zum Arrondissement Alès und zum Gemeindeverband Alès Agglomération.

## Geografie
Ners liegt im Tal des Gardon zwischen Nîmes und Alès. Alès liegt 13 Kilometer nordwestlich von Ners.

## Geschichte
Das Gebiet von Ners war schon vor der Römerzeit besiedelt. Der Name Ners geht auf einen gallo-römischen Bürger namens Nertius zurück. Nercium als Ortsname ist 1247 und 1384 dokumentiert. Ab 1547 ist der Ortsname Ners nachgewiesen.
Am 24. August 1815 kamen die Chasseurs du Gard, ein Regiment von Jägern zu Pferd nach Ners. Sie wollten den Platz frei machen für die österreichische Kavallerie im Zuge eines Beschlusses des Wiener Kongress. Die Chasseurs du gard sahen sich einer Truppe von aufständischen, bewaffneten Nersiens gegenüber, die wohl Teil der Verdets waren, Royalisten die 1815 besonders gegen Protestanten vorgingen. Als der damalige Bürgermeister von Ners, Paul Perrier, Verhandlungen einleiten wollte, wurde er von Wachposten der Aufständischen erschossen. Am 25. August trafen die Österreicher ein und es entbrannte ein Kampf. Vier Österreicher wurden getötet und 9 weitere verletzt, es wurden über 60 Aufständische getötet oder verletzt und außerdem noch Gefangene gemacht, die in Nîmes unter dem Befehl des Grafen von Starhemberg füsiliert wurden.

### Bevölkerungsentwicklung
| Jahr                       | 1962 | 1968 | 1975 | 1982 | 1990 | 1999 | 2007 | 2017 |
| -------------------------- | ---- | ---- | ---- | ---- | ---- | ---- | ---- | ---- |
| Einwohner                  | 347  | 357  | 362  | 473  | 544  | 618  | 672  | 702  |
| Quellen: Cassini und INSEE |      |      |      |      |      |      |      |      |

## Sehenswürdigkeiten
- Burg
- Temple protestant, romanische Dorfkirche

## Wirtschaft
Haupterwerbszweige der Nersiens sind Schafzucht, Weinbau und Obstbau.